# یانیک سالم
یانیک سالم (انگلیسی: Yannick Salem؛ زادهٔ ۲۹ مارس ۱۹۸۳) بازیکن فوتبال اهل فرانسه است.
از باشگاه‌هایی که در آن بازی کرده‌است می‌توان به آ.اس.آ ترگو مورش، باشگاه فوتبال تلفورد یونایتد، باشگاه فوتبال دی گرافشاپ، و باشگاه فوتبال استوک‌پورت کانتی اشاره کرد.
وی همچنین در تیم ملی فوتبال کنگو بازی کرده‌است.